# Beneath Still Waters
Beneath Still Waters ist ein Zombie-Horrorfilm von Regisseur Brian Yuzna mit Michael McKell, Raquel Meroño und Charlotte Salt in den Hauptrollen. Der Film wurde von der Filmproduktionsgesellschaft Fantastic Factory finanziert, dessen Mitbegründer Yuzna ist.
Der Film um eine verschworene Gemeinschaft von Satanisten wurde ab Oktober 2005 zunächst auf verschiedenen Filmfestivals gezeigt und kam Ende Mai 2006 in die spanischen Kinos. In Deutschland erschien der Gruselfilm am 15. März 2007 direkt auf DVD. Die deutsche TV-Erstausstrahlung war am 6. Juni 2008 im Pay-TV.

## Handlung
Marienbad, ein kleiner Ort in Nordspanien wird 1965 von einer unheilvollen Macht bedroht. Mordecai Salas, Jünger von Aleister Crowley, stürzt mit Gleichgesinnten die Einwohner der Kleinstadt ins Unglück. Die Bevölkerung verfällt dem Wahnsinn, Kannibalismus und der Lust. Zudem ist die Gemeinschaft durch Mord, Selbstverstümmelung und Wiederauferstehungen von Toten geprägt. Inmitten des Chaos beschließt Bürgermeister Borgia die Überflutung des Ortes und die Errichtung eines Staudamms. Das Böse soll in den Fluten gebannt werden. Unglücklicherweise misslingt das Vorhaben. Der schwarze Magier Salas, der zuvor mit seinen Anhängern in eine Falle tappte, wird beim Fluten von zwei spielenden Kindern befreit – was ein Junge auch umgehend bereut. Er wird bestialisch ermordet.
40 Jahre später wird die am Stausee neu errichtete Stadt Debaria von mysteriösen Todesfällen heimgesucht. Fotojournalist Dan Quarry will dem Phänomen nachgehen. Währenddessen besucht Clara Borgia, die Enkelin des kürzlich verstorbenen Bürgermeisters, ebenfalls die Ortschaft. Die junge Frau ist in Begleitung von zwei Freunden und ihrer Mutter Teresa, einer Journalistin, die den Aufenthalt für eine TV-Reportage nutzt.
Irgendwann verunglückt Claras Begleiter unter mysteriösen Umständen in dem künstlichen Gewässer; der Leichnam bleibt verschwunden. Taucher Dan Quarry bietet seine Hilfe an. Im trüben Wasser entdeckt er allerdings besorgniserregendes. Der Staudamm ist von breiten Rissen durchzogen, eine Katastrophe unausweichlich. Die lokalen Autoritäten sind bemüht, Skandale anlässlich der bevorstehenden 40-Jahr-Feier zu vermeiden. Für die Stadtväter spielen die Beweise keine Rolle. Nach weiteren Todesfällen beginnen Dan und Teresa in Eigenregie mit Nachforschungen. Diese führen die beiden, die sich zwischenzeitlich näherkommen, zu einem Überlebenden jener Zeit. Der exzentrische Mann – ein Spielgefährte des unvorsichtigen Jungen, der Salas befreite – klärt seine erstaunten Besucher über Marienbads Geschichte im Allgemeinen und Salas auf. Wenig später wird er vor den Augen der Enthüllungsjournalisten vom hageren Wiedergänger ermordet.
Die Bewohner werden unterdessen durch die geheimnisvolle dunkle Macht, welche aus dem Wasser aufzusteigen beginnt, in den Bann gezogen. Zudem überfallen Scharen von Untoten die Gegend. Clara, die seit ihrer Ankunft von surrealen Visionen ihres Großvaters geplagt wird, erregt das Interesse Salas'. Dieser versucht die Enkelin seines Kontrahenten zu unterwerfen, doch die willenstarke junge Frau widersteht der Versuchung. Dan und Teresa gelingt es Clara zu retten und Salas zu töten. In einem offenen Ende bricht der Staudamm mit ungeahnten Folgen für die Anwesenden.

## Synchronisation
Die deutsche Synchronisation wurde von TV+Synchron in Berlin hergestellt.

## Kritik
„Nach einer Buchvorlage schuf Brian Yuzna (‚Re-Animator‘) einen extrem blutigen Trip in den Wahnsinn. Leider mindern hölzern agierende Akteure und eine Reißbrett-Dramaturgie die verstörende Wirkung der formidablen Make-up-Effekte.“